# Orvar Isberg
Orvar Fritiof Anders Ulrik Isberg, född 7 november 1884 i Malmö, död 31 juli 1950 i Bromma, var en svensk paleozoolog.
Orvar Isberg var son till järnvägsbokhållaren Karl Ulrik Isberg och bror till Hagbard Isberg. Efter studentexamen i Linköping 1910 studerade han vid Lunds universitet, blev 1915 filosofie kandidat, 1918 filosofie licentiat och 1923 filosofie magister där. 1935 blev Isberg filosofie doktor vid Uppsala universitet. 1930 blev han lektor i biologi vid Luleå högre allmänna läroverk och var 1937–1945 lektor i geografi och biologi vid Bromma högre allmänna läroverk. Isberg utförde undersökningar över garfågelns, kärrsköldpaddans och renens förekomst i Sverige under postglacial tid. I sin doktorsavhandling, Studien über Lamellibranchiaten des Leptaenakalkes in Dalarna (1934) gav han en bild av musselfaunan i Dalarna under ordovicium och silur. Delar av sitt arbeten sammanfattade han i populärvetenskapliga artiklar i Naturens liv, Ymer och Fauna och Flora. Isberg var även verksam som föreläsare och kursledare.